# Octaves de la musique
De Octaves de la musique zijn Belgische muziekprijzen die sinds 2004 worden uitgereikt aan artiesten uit de Franse Gemeenschap. De prijzen kunnen worden beschouwd als de Waalse tegenhanger van de Music Industry Awards.
De Octaves worden georganiseerd door  Point Culture, RTL TVI en Sabam.

## Categorieën
De volgende prijzen worden uitgereikt:
- Franstalig chanson
- pop/rock
- "musique urbaine" (hiphop, ragga)
- electro
- jazz
- klassieke muziek
- hedendaagse muziek
- wereldmuziek
- album van het jaar
- artiest van het jaar
- spektakel/concert van het jaar